# Кызтоган
Кызтоган (каз. Қызтоған) — село в Жуалынском районе Жамбылской области Казахстана. Входит в состав Кошкаратинского сельского округа. Код КАТО — 314254500.

## Население
В 1999 году население села составляло 249 человек (131 мужчина и 118 женщин). По данным переписи 2009 года, в селе проживало 275 человек (137 мужчин и 138 женщин).